# Katrine Greis-Rosenthal
Katrine Greis-Rosenthal (døbt Katrine Murholt Rosenthal; født 19. september 1985 i Gentofte) er en dansk skuespillerinde, kendt for blandt andet sin betydningsbærende rolle som den jødiske rigmandsdatter Jakobe Salomon i filmen Lykke-Per.

## Karriere
Greis-Rosenthal, der blev uddannet fra 2008 til 2012 på Statens Teaterskole, blev oprindeligt optaget sammen med blandt andre Danica Curcic og Mikkel Boe Følsgaard. I sin scenetjeneste medvirkede hun i Christoffer Berdals opsætning af Jeppe på Bjerget på Det Kongelige Teater med Henning Jensen i titelrollen. Katrine Greis-Rosenthal blev den 4. august 2012 gift med skuespilleren Martin Greis-Rosenthal. Skuespillerparret har i fællesskab opnået roller i Thomas Vinterbergs filmprojekt Kursk.

## Teaterroller
| År   | Stykke             | Teater                                                  | Rolle |
| ---- | ------------------ | ------------------------------------------------------- | ----- |
| 2010 | Jeppe på Bjerget   | Det Kongelige Teater                                    |       |
| 2010 | Melampe            | Grønnegårds Teatret / Gæstespil fra Statens Teaterskole |       |
| 2010 | Ovids Metamorfoser | Statens Teaterskole                                     |       |
| 2011 | Sans               | Det Kongelige Teater                                    |       |
| 2017 | De danser alene    | Mammutteatret                                           |       |

## Filmografi

### Spillefilm
| År   | Titel                 | Rolle                           | Noter           |
| ---- | --------------------- | ------------------------------- | --------------- |
| 2014 | Fasandræberne         | Tine                            |                 |
| 2018 | Lykke-Per             | Rigmandsdatteren Jakobe Salomon |                 |
| 2018 | Kursk                 | Daria Sonin                     | Udenlandsk film |
| 2021 | Smagen af sult        | Maggie                          |                 |
| 2023 | Når befrielsen kommer | Lis                             |                 |

### Serier
| År      | Titel                           | Rolle                           | Noter      |
| ------- | ------------------------------- | ------------------------------- | ---------- |
| 2010    | Egekilde                        |                                 |            |
| 2011    | Konsortium                      |                                 |            |
| 2011    | Tilstand                        |                                 |            |
| 2011    | Momentet                        |                                 |            |
| 2014-15 | Heartless                       | Ida                             |            |
| 2015    | Broen III                       | Alice                           | afsnit 1-6 |
| 2015    | Tomgang III                     |                                 |            |
| 2016    | Bedre skilt end aldrig          | Pernille                        | afsnit 1-7 |
| 2018    | Kriger                          | Bets                            |            |
| 2018    | Sygeplejeskolen                 | sygeplejeske Nina Neergaard     |            |
| 2018    | Øgendahl og de store forfattere | forfatteren Karen Blixen        |            |
| 2019    | Lykke-Per                       | rigmandsdatteren Jakobe Salomon |            |

## Hædersbevisninger
- 2019 - Robert for årets kvindelige hovedrolle for Lykke-Per[1]